# Савватий (митрополит Астраханский)
Митропролит Савватий — епископ Русской православной церкви, митрополит Астраханский и Терский.

## Биография
Сын священника Суздальской епархии. Постриженник Шаровкина Успенского Перемышльского монастыря Калужской губернии. Затем был в числе патриарших крестовых иеромонахов.
4 марта 1683 года хиротонисан во епископа Астраханского и Терского с возведением в сан митрополита. Прибыл в Астрахань в июне того же года.
В 1689 году митрополит Савватий на собственные средства при содействии граждан города построил в Астрахани каменный Иоанно-Предтеченский монастырь и деревянную соборную церковь.
Митрополит Савватий был замечателен своею ревностью и самоотвержением во время чумы, свирепствовавшей в Астрахани с 1 июля 1692 года по декабрь 1693 года. Он безбоязненно и безотлучно продолжал служение в городе, несмотря на десятки тысяч человек умерших.
Скончался 1 июля 1696 года. По его завещанию он был похоронен в Троицком соборе, а потом гроб его был перенесен в нижний, вновь устроенный, храм Успенского собора.